# Pararge tigeliclara
Pararge tigeliclara är en fjärilsart som beskrevs av Ruggero Verity 1923. Pararge tigeliclara ingår i släktet Pararge och familjen praktfjärilar. Inga underarter finns listade i Catalogue of Life.